# Aubrey Dawkins
Aubrey Lafell Dawkins (Durham, 8 maggio 1995) è un cestista statunitense.

## Biografia
È il figlio dell'ex cestista e allenatore Johnny Dawkins.

## Palmarès
- Supercoppa ABA Liga: 1

Studentski Centar: 2023
- Coppa del Montenegro: 1

Studentski Centar: 2024